# Adolf Sieber
Adolf Sieber (* 25. September 1889 in Berlin; † nach 1954) war ein deutscher Kapitän zur See der Kriegsmarine und von 1943 bis kurz vor Kriegsende einziger Höherer Kommandeur der Navigationsschulen.

## Leben
Adolf Sieber trat 1917 in die Kaiserliche Marine ein und hatte bis Kriegsende u. a. das Hamburgische Hanseatenkreuz erhalten.
Nach dem Krieg wurde er in die Reichsmarine übernommen und wurde hier am 1. Januar 1921 zum Leutnant zur See befördert. Ende 1931 war er als Kapitänleutnant (Beförderung am 1. August 1931) Führer der 2. (Schüler-)Kompanie der Torpedo- und Nachrichtenschule in Flensburg. Ende November 1936 war er als Korvettenkapitän (Beförderung am 1. Juni 1936) Leiter der Steuermannschule Flensburg und gleichzeitig Kompanieführer an der Marineschule Mürwik. Im November 1939 wurde aus der Steuermannschule die Navigationsschule Gotenhafen aufgestellt und unter das Kommando von Sieber gestellt. Er war zugleich Kommandeur der Marine-Vermessungsabteilung. In dieser Position wurde er zum Fregattenkapitän befördert. Am 1. September 1941 wurde er zum Kapitän zur See befördert.
Als im September 1943 die Navigationsschule Gotenhafen aufgeteilt wurde und mit dem Höheren Kommandeur der Navigationsschulen eine neue Dienststelle für die Führung der entstandenen Navigationsschulen geschaffen wurde, übernahm Sieber diese Dienststelle bis kurz vor Kriegsende. Als im Oktober 1944 einige der Navigationsschulen zusammengelegt wurden und hieraus die Navigationsschule der Kriegsmarine gebildet wurde, wurde er auch zusätzlich Kommandeur dieser Schule, was er auch bis zur Auflösung der Schule im März 1945 blieb. Am 3. April 1945 wurde der Höhere Kommandeur der Navigationsschulen aufgelöst. Sieber kam in Kriegsgefangenschaft, aus welcher er am 21. Januar 1947 entlassen wurde.
Nach dem Krieg war er von 1947 bis 1954 Referatsleiter Seevermessung (Abteilung III) beim Bundesamt für Seeschifffahrt und Hydrographie.

## Schriften (Auswahl)
- Das Vermessungs- und Forschungsschiff Gauss des Deutschen Hydrographischen Instituts. In: Deutsche Hydrographische Zeitschrift. Volume 3, 1950, ISSN 1616-7341, S. 163.